# エンイン

共役エンインの構造

エンイン（英語: enyne）は、 C=C 二重結合（アルケン）と C≡C 三重結合（アルキン）を持つ有機化合物である。二重結合と三重結合が共役しているものは、共役エンインと呼ぶ。
エンインは、アルケン（alkene）とアルキン（alkyne）を短縮した用語である。
もっとも単純なエンインはビニルアセチレンである。